# Чемпионат России по плаванию на открытой воде 2013
Чемпионат России по плаванию на открытой воде 2013 года прошёл с 20 по 26 июня в акватории пляжа пансионата «Высокий берег» (Анапа, Краснодарский край). Пловцы соревновались на семи дистанциях: 5 км, 10 км и 16 км у мужчин и женщин, 5 км в группе.

## Призёры

### Мужчины
| Дистанция           | Золото                                              | Золото    | Серебро                                            | Серебро   | Бронза                                             | Бронза    |
| ------------------- | --------------------------------------------------- | --------- | -------------------------------------------------- | --------- | -------------------------------------------------- | --------- |
| 5 км 18 участников  | Сергей Большаков Московская область — Удмуртия      | 56.54,8   | Даниил Серебренников Волгоградская область         | 56.54,9   | Евгений Дратцев Московская обл. — Ярославская обл. | 56.55,2   |
| 10 км 15 участников | Кирилл Абросимов Московская обл. — Ярославская обл. | 1:46.21,7 | Сергей Большаков Московская область — Удмуртия     | 1:46.22,0 | Евгений Дратцев Московская обл. — Ярославская обл. | 1:46.22,3 |
| 16 км 12 участников | Владимир Дятчин Липецкая область                    | 3:02.13,1 | Евгений Дратцев Московская обл. — Ярославская обл. | 3:02.16,0 | Иван Афаневич ХМАО — Югра                          | 3:04.52,5 |

### Женщины
| Дистанция         | Золото                                    | Золото    | Серебро                            | Серебро   | Бронза                                | Бронза    |
| ----------------- | ----------------------------------------- | --------- | ---------------------------------- | --------- | ------------------------------------- | --------- |
| 5 км 11 участниц  | Елизавета Горшкова Москва                 | 1:03.40,7 | Анастасия Азарова Липецкая область | 1:03.40,8 | Ангелина Каргальцева Липецкая область | 1:03.41,0 |
| 10 км 15 участниц | Александра Соколова Архангельская область | 2:01.08,9 | Елизавета Горшкова Москва          | 2:01.10,5 | Софья Петренко Архангельская область  | 2:01.14,2 |
| 16 км 8 участниц  | Александра Соколова Архангельская область | 3:21.20,2 | Ольга Козыдуб ХМАО — Югра          | 3:21.46,9 | Ангелина Каргальцева Липецкая область | 3:24.56,7 |

### Смешанные соревнования
| Дистанция               | Золото                                                 | Золото  | Серебро                                                           | Серебро   | Бронза                                              | Бронза    |
| ----------------------- | ------------------------------------------------------ | ------- | ----------------------------------------------------------------- | --------- | --------------------------------------------------- | --------- |
| 5 км в группе 7 команды | Москва Елизавета Горшкова Максим Седов Евгений Елисеев | 59:56,5 | Волгоградская область Мария Новикова Руслан Мандров Антон Евсиков | 1:00.44,2 | ХМАО — Югра Иван Афаневич Антон Пилипас Дарья Кулик | 1:01.31,0 |

## Командный зачёт
1. Липецкая область — 158
2. Ярославская область — 138
3. Волгоградская область — 135
4. Республика Коми — 88
5. Республика Удмуртия — 85
6. ХМАО-Югра — 82
7. Москва — 80
8. Тульская область — 64
9. Архангельская область — 56
10. Пензенская область — 43
11. Псковская область — 41
12. Краснодарский край — 31
13. Свердловская область — 30
14. Самарская область — 14
15. Хабаровский край — 12
16. Мурманская область — 7
17. Республика Карелия — 6
18. Кировская область — 6